# MTV Movie Awards 2002
11. gala MTV Movie Awards odbyła się 6 czerwca 2002 w Shrine Auditorium w Los Angeles. Uroczystość prowadzili Sarah Michelle Gellar oraz Jack Black.
Podczas gali wystąpili The White Stripes, Eminem, Kelly Osbourne.

## Nominacje

### Najlepszy film
- Władca Pierścieni: Drużyna Pierścienia
- Helikopter w ogniu
- Szybcy i wściekli
- Legalna blondynka
- Shrek

### Najlepszy aktor
- Will Smith – Ali
- Russell Crowe – Piękny umysł
- Vin Diesel – Szybcy i wściekli
- Josh Hartnett – Pearl Harbor
- Elijah Wood – Władca Pierścieni: Drużyna Pierścienia

### Najlepsza aktorka
- Nicole Kidman – Moulin Rouge!
- Kate Beckinsale – Pearl Harbor
- Halle Berry – Czekając na wyrok
- Angelina Jolie – Lara Croft: Tomb Raider
- Reese Witherspoon – Legalna blondynka

### Najlepsza męska rola przełomowa
- Orlando Bloom – Władca Pierścieni: Drużyna Pierścienia
- DMX – Mroczna dzielnica
- Colin Hanks – Kwaśne pomarańcze
- Daniel Radcliffe – Harry Potter i Kamień Filozoficzny
- Paul Walker – Szybcy i wściekli

### Najlepsza żeńska rola przełomowa
- Mandy Moore – Szkoła uczuć
- Penélope Cruz – Blow
- Anne Hathaway – Pamiętnik księżniczki
- Shannyn Sossamon – Obłędny rycerz
- Britney Spears – Crossroads – Dogonić marzenia

### Najlepszy występ komediowy
- Reese Witherspoon – Legalna blondynka
- Eddie Murphy – Shrek
- Mike Myers – Shrek
- Seann William Scott – American Pie 2
- Chris Tucker – Godziny szczytu 2

### Najlepszy czarny charakter
- Denzel Washington – Dzień próby
- Aaliyah – Królowa potępionych
- Christopher Lee – Władca Pierścieni: Drużyna Pierścienia
- Tim Roth – Planeta Małp
- Zhang Ziyi – Godziny szczytu 2

### Najlepszy ekranowy zespół
- Vin Diesel i Paul Walker – Szybcy i wściekli
- Casey Affleck, Scott Caan, Don Cheadle, George Clooney, Matt Damon, Elliott Gould, Eddie Jemison, Bernie Mac, Brad Pitt, Shaobo Qin i Carl Reiner – Ocean’s Eleven: Ryzykowna gra
- Jackie Chan i Chris Tucker – Godziny szczytu 2
- Cameron Diaz, Eddie Murphy i Mike Myers – Shrek
- Ben Stiller i Owen Wilson – Zoolander

### Najlepszy filmowy pocałunek
- Jason Biggs i Seann William Scott – American Pie 2
- Nicole Kidman i Ewan McGregor – Moulin Rouge!
- Mia Kirshner i Beverly Polcyn – To nie jest kolejna komedia dla kretynów
- Heath Ledger i Shannyn Sossamon – Obłędny rycerz
- Renée Zellweger i Colin Firth – Dziennik Bridget Jones

### Najlepsza scena akcji
- Scena ataku – Pearl Harbor
- Rozbicie się pierwszego helikoptera – Helikopter w ogniu
- Finałowy wyścig – Szybcy i wściekli
- Walka w jaskini – Władca Pierścieni: Drużyna Pierścienia

### Najlepsza walka
- Jackie Chan i Chris Tucker kontra gang z Hongkongu – Godziny szczytu 2
- Angelina Jolie kontra robot – Lara Croft: Tomb Raider
- Christopher Lee kontra Ian McKellen – Władca Pierścieni: Drużyna Pierścienia
- Jet Li kontra on sam – Tylko jeden

### Najlepsza sekwencja muzyczna
- Nicole Kidman i Ewan McGregor – Moulin Rouge!
- Nicole Kidman – Moulin Rouge!
- Heath Ledger i Shannyn Sossamon – Obłędny rycerz
- Chris Tucker – Godziny szczytu 2

### Najlepszy nowy reżyser
- Christopher Nolan – Memento

### Najlepszy ubiór
- Reese Witherspoon – Legalna blondynka
- Britney Spears – Crossroads – Dogonić marzenia
- Thora Birch – Ghost World
- George Clooney – Ocean’s Eleven: Ryzykowna gra
- Will Ferrell – Zoolander
- Ben Stiller – Zoolander